# Skarpabborrtjärnen (Särna socken, Dalarna, 683460-135485)
Skarpabborrtjärnen är en sjö i Älvdalens kommun i Dalarna och ingår i Dalälvens huvudavrinningsområde.